# 12e étape du Tour de France 1967
Pour un article plus général, voir Tour de France 1967.
La 12e étape du Tour de France 1967 se déroule le 12 juillet. Elle part de Digne-les-Bains dans les Alpes-de-Haute-Provence et arrive à Marseille, pour une distance de 207,5 kilomètres. L'étape est remportée par le Français Raymond Riotte tandis que son compatriote Roger Pingeon conserve la tête du classement général.

## Classement de l'étape
Les dix premiers de l'étape sont :
| Classement de la 12e étape | Classement de la 12e étape | Classement de la 12e étape | Classement de la 12e étape | Classement de la 12e étape |
|                            | Coureur                    | Pays                       | Équipe                     | Temps                      |
| -------------------------- | -------------------------- | -------------------------- | -------------------------- | -------------------------- |
| 1er                        | Raymond Riotte             | France                     | France                     | en 6 h 16 min 08 s         |
| 2e                         | Paul Lemeteyer             | France                     | France                     | + 0 min 49 s               |
| 3e                         | Johny Schleck              | Luxembourg                 | Suisse-Luxembourg          | m.t.                       |
| 4e                         | Wim Schepers               | Pays-Bas                   | Pays-Bas                   | m.t.                       |
| 5e                         | Marino Basso               | Italie                     | Primavera                  | m.t.                       |
| 6e                         | Gerben Karstens            | Pays-Bas                   | Pays-Bas                   | + 1 min 30 s               |
| 7e                         | Tom Simpson                | Royaume-Uni                | Royaume-Uni                | m.t.                       |
| 8e                         | Guido Reybrouck            | Belgique                   | Diables rouges             | m.t.                       |
| 9e                         | Georges Vandenberghe       | Belgique                   | Belgique                   | m.t.                       |
| 10e                        | Walter Godefroot           | Belgique                   | Diables rouges             | m.t.                       |
| modifier                   |                            |                            |                            |                            |